# Parc Nacional de Gangotri
El Parc Nacional de Gangotri és un parc nacional situat al districte d'Uttarkashi, Uttarakhand, l'Índia. La mida d'aquest parc nacional està al voltant de 1.553 km². El parc proporciona una bellesa majestuosa de boscos de coníferes i la magnificència del món glacial que es combina amb prats verds exuberants.

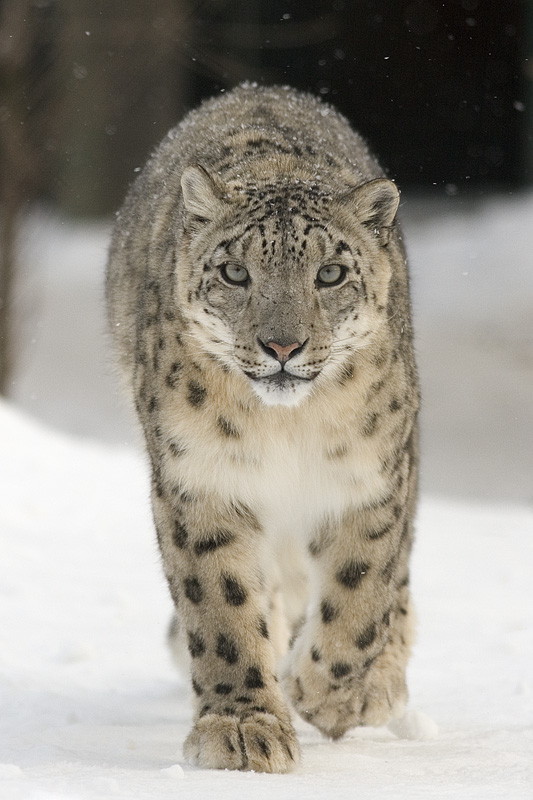
La pantera de les neus

Els boscos del parc són del tipus humit temperat, propis de l'Himàlaia. La vegetació consisteix en cedre de l'Himàlaia, avet, avet roig, roure i azalees.
Fins ara són 15 espècies de mamífers i 150 espècies d'aus les que han estat documentades al parc (Paramanand et al. 2000). Això inclou diverses d'espècies rares com la pantera de les neus, l'os negre, l'os bru, el cérvol d'almesc (Moschus chrysogaster), la cabra blava o bharal, el tahr de l'Himàlaia, el lofòfor o faisà reial de l'Himàlaia, la Koklass (espècie de faisà del gènere Pucrasia).